# هلنا کالنبک
هلنا کالنبک (انگلیسی: Helena Kallenbäck؛ زادهٔ ۲۶ نوامبر ۱۹۴۴) هنرپیشه اهل سوئد است. وی بین سال‌های ۱۹۷۲ تا ۲۰۰۹ میلادی فعالیت می‌کرد.